# Ronald Bryan Ginn

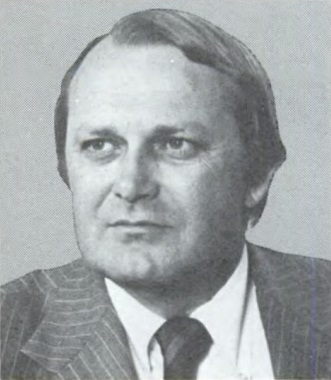
Bo Ginn (1981)

Ronald Bryan „Bo“ Ginn (* 31. Mai 1934 in Morgan,  Calhoun County, Georgia; † 6. Januar 2005 in Augusta, Georgia) war ein US-amerikanischer Politiker. Zwischen 1973 und 1983 vertrat er den Bundesstaat Georgia im US-Repräsentantenhaus.

## Werdegang
Ronald Ginn besuchte die öffentlichen Schulen seiner Heimat und danach zwischen 1951 und 1953 das Abraham Baldwin Agricultural College in Tifton. Anschließend absolvierte er bis 1956 das Georgia Southern College in Statesboro. In den folgenden Jahren arbeitete er als Lehrer, Geschäftsmann und Viehzüchter. Politisch wurde er Mitglied der Demokratischen Partei. Er gehörte dem Stab von US-Senator Herman Talmadge an und wurde danach Mitarbeiter des Kongressabgeordneten George Elliott Hagan.
Bei den Kongresswahlen des Jahres 1972 wurde Ginn im ersten Wahlbezirk von Georgia in das US-Repräsentantenhaus in Washington, D.C. gewählt, wo er am 3. Januar 1973 Hagans Nachfolge antrat. Nach vier Wiederwahlen konnte er bis zum 3. Januar 1983 fünf Legislaturperioden im Kongress absolvieren. Im Jahr 1974 wurde die Arbeit des Kongresses von der Watergate-Affäre überschattet. Während seiner Zeit im US-Repräsentantenhaus setzte sich Ginn erfolgreich gegen die Schließung einiger Militärbasen in Georgia ein.
1982 verzichtete er auf eine erneute Kandidatur für den Kongress. Stattdessen strebte er erfolglos die Nominierung seiner Partei für die Gouverneurswahlen an; in der Stichwahl der Primary unterlag er Joe Frank Harris. In den folgenden Jahren war er Vorstandsvorsitzender einer Lobbyfirma. Die Firma ging 1996 in Konkurs und Ginn wurde wegen Betrugs zu einer kurzen Gefängnisstrafe verurteilt.
Ronald Ginn war mit seiner 1998 verstorbenen Frau Gloria verheiratet, mit der er drei Kinder hatte. Er starb am 6. Januar 2005 an Lungenkrebs.